# 아라무

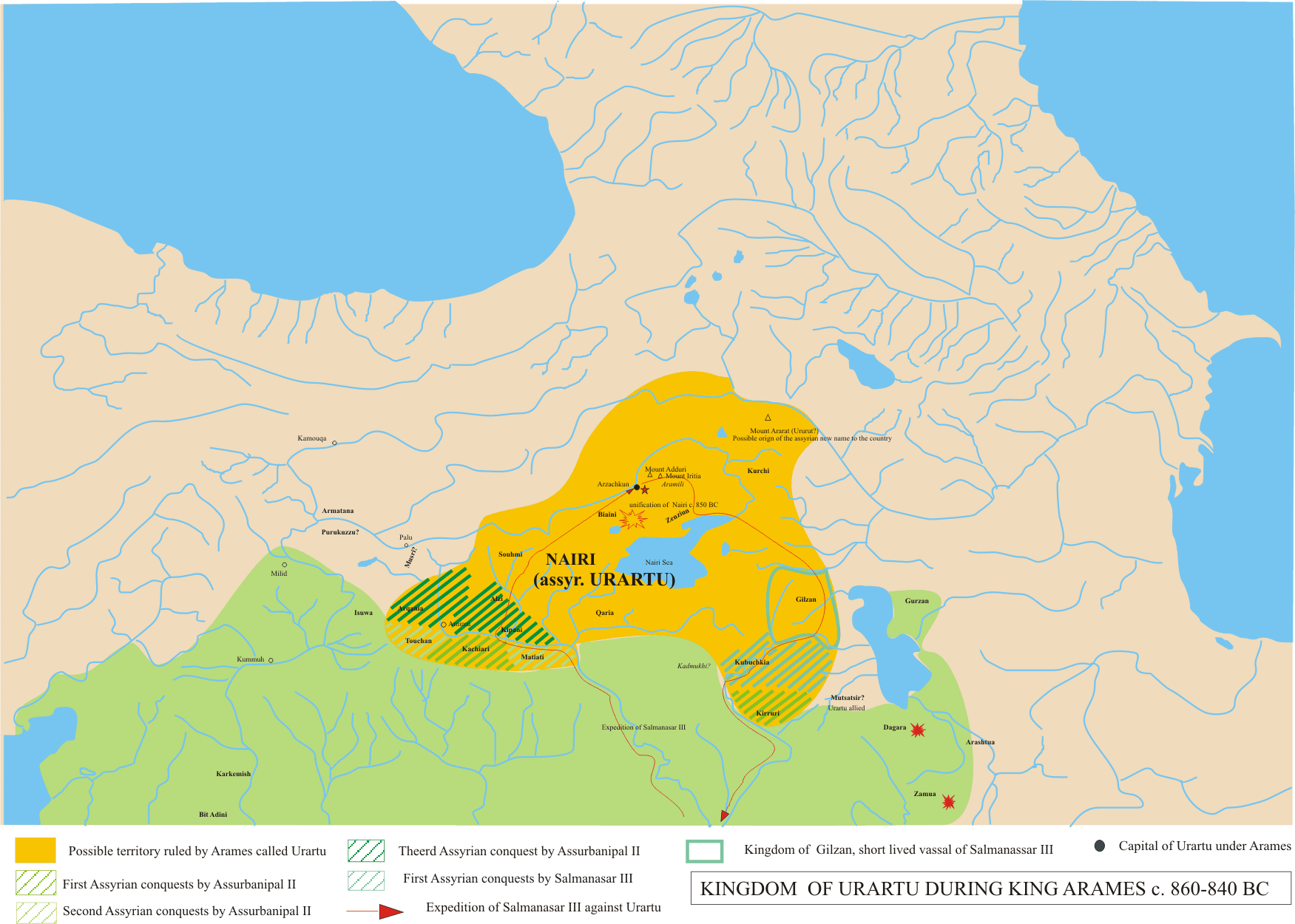
아라무 아래의 우라르투

아라무 또는 아라메는 우라르투의 최초의 왕이다.
아시리아의 샬만에세르 3세 시대에 살았던 아라메는 아시리아 제국의 위협에 대항하여 나이리 부족을 통합하였다. 수도인 아르자쉬쿤은 샬만에세르에게 포위되었다.
아라무는 아람의 원형으로 여겨지며 아르메니아 사람의 두 전설적인 시조 가운데 하나이다. 역사 속의 아람은 성경의 아람과는 연관이 없다. 이렇게 발음이 비슷한 것은 우연의 일치이다.
고렌타시의 '역사'는 아람이 하이크 이후 6대 혹은 7대라고 보며, 역사가 미카옐 참키안의 연대기에서는 기원전 19세기에서 18세기 사이의 연대로 추정된다.
| 전 대 - | 제1대 우라르투 국왕 기원전 858년-기원전 844년 | 후 대 루티프리 |